# José Alfredo Jiménez
José Alfredo Jiménez Sandoval (Dolores Hidalgo, estat de Guanajuato, 19 de gener de 1926 - Ciutat de Mèxic, 23 de novembre de 1973), va ser un cantant i compositor mexicà. Va crear una gran quantitat de temes, principalment ranxeres, huapangos i corridos, tots ells reconeguts per la seva qualitat i la seva senzillesa harmònica, melòdica i lírica.